# Eriirippu
Eriirippu ist ein Motu des Rongelap-Atolls der pazifischen Inselrepublik Marshallinseln.

## Geographie
Der nördliche Riffsaum des Rongelap-Atolls führt von Keen in einem Südbogen nach Osten. In diesem Riffabschnitt bildet Eriirippu den Scheitelpunkt dieses Bogens. Die nächstgelegene namhafte Insel im Nordosten ist Anielap, am Nordostende des Atolls. Die Insel ist unbewohnt und seit dem Kernwaffentest der Bravo-Bombe atomar verseucht.